# ویلفرید لورنز
ویلفرید لورنز (آلمانی: Wilfried Lorenz؛ زادهٔ ۱۸ ژانویهٔ ۱۹۳۲) قایقران قایق بادبانی اهل آلمان بود.